# Inevitable
«Inevitable» (укр. «Неминучий») — третій сингл колумбійської співачки Шакіри з альбому «¿Dónde están los ladrones?», випущений у 1999 році лейблом Sony Latin.

## Відеокліп
У відео Шакіра співає на круглій сцені. На початку видно світ від свічок, який потрапляє на аудиторію, з ходом пісні він переміщується на співачку. У кінці сиплеться конфетті, пісня сповілюнюється майже до а капела, а Шакіра тримає мікрофон над головою.

## Англійська версія
Існує також англійська версія пісні під назвою «Inevitable (English)». Композицію було виконано в деяких концертах у США. Спочатку планувалось, що пісня вийде в англомовній версії альбому ¿Dónde Están los Ladrones?, але потім плани змінились і співачка випустила альбом «Laundry Service».

## Чарти
| Чарт (1996)                    | Найвища позиція |
| ------------------------------ | --------------- |
| US Latin Songs (Billboard)     | 3               |
| US Latin Pop Songs (Billboard) | 2               |